# Răzvan Cociș
Răzvan Vasile Cociș est un footballeur international roumain né le 19 février 1983 à Cluj-Napoca. Il évolue au poste de milieu de terrain.
Le sélectionneur de l'Équipe de Roumanie, Victor Pițurcă, le retient parmi l'effectif de vingt-trois joueurs appelé à participer à l'Euro 2008.

## Biographie
Le 14 juillet 2014, Cocis rejoint le Fire de Chicago en MLS.

## Palmarès
Sheriff Tiraspol
- Champion de Moldavie en 2005, 2006 et 2007
- Vainqueur de la Coupe de Moldavie en 2006
- Vainqueur de la Supercoupe de Moldavie en 2004 et 2005

 Lokomotiv Moscou
- Vainqueur de la Coupe de Russie en 2007
- Finaliste de la Supercoupe de Russie en 2008